# Los Conejos, Oaxaca
Los Conejos är en ort i Mexiko.   Den ligger i kommunen Chahuites och delstaten Oaxaca, i den sydöstra delen av landet, 600 km sydost om huvudstaden Mexico City. Los Conejos ligger 18 meter över havet och antalet invånare är 150.
Terrängen runt Los Conejos är platt åt sydost, men åt nordväst är den kuperad. Runt Los Conejos är det ganska glesbefolkat, med 24 invånare per kvadratkilometer. Närmaste större samhälle är Chahuites, 3,0 km norr om Los Conejos. Omgivningarna runt Los Conejos är en mosaik av jordbruksmark och naturlig växtlighet.